# IC 207
IC 207 је лентикуларна галаксија у сазвјежђу Кит која се налази на листи објеката дубоког неба у Индекс каталогу.
Деклинација објекта је - 6° 55' 21" а ректасцензија 2h 9m 39,4s. Привидна величина (магнитуда) објекта IC 207 износи 13,9 а фотографска магнитуда 14,8. IC 207 је још познат и под ознакама MCG -1-6-54, IRAS 02071-0709, PGC 8251.